# Olga Tass
Olga Tass (n. 28 martie 1929, Pécs, Ungaria – d. 10 iulie 2020, Budapesta, Ungaria) a fost o gimnastă artistică ce a reprezentat Ungaria, medaliată olimpică. A participat la 4 ediții ale Jocurilor Olimpice (1948, 1952, 1956, 1960) în care a câștigat o medalie de aur, 3 medalii de argint și două medalii de bronz.